# Prison de Ngaragba
La prison de Ngaragba (ou N'garagba ou Ngarabara) est la principale prison de Bangui en République centrafricaine. 

## Histoire
Construite en 1947 pour 400 prisonniers, elle était réputée pour ses difficiles conditions d'incarcération. 

## Détenus célèbres
Parmi les proches de Bokassa, David Dacko y sera enfermé, Polycarpe Gbaguili y restera dix ans, Marie-Reine Hassen deux ans. Martine Obrou y mourra ainsi que 26 écoliers en 1979. De nombreux prisonniers politiques y furent détenus dans les années 1970.
La prison est détruite et réhabilitée à plusieurs reprises de 1996 à 2003. 

## Organisation
Elle est constituée d'un bloc dénommé Maison Blanche pour les personnalités, et d'autres appelés Couloir et Irak.